# Powers Boothe
Powers Allen Boothe (1 tháng 6 năm 1948 – 14 tháng 5 năm 2017) là một nam diễn viên người Mỹ.

## Thời thơ ấu
Boothe sinh ra tại Snyder, Texas. Ông là con trai của Kathryn Emily (nhũ danh: Reeves) và Merrill Vestal Boothe. Để tưởng nhớ người bạn đã mất trong Thế Chiến thứ 2, ông Merrill đã lấy tên người bạn đó đặt cho Powers.

## Đời tư
Boothe mất ngày 14 tháng 5 năm 2017 tại Los Angeles, thọ 68 tuổi. Ông bị mắc bệnh ung thư tuyến tụy. Ông được an táng tại Deadwood, Texas.